# Mathias Mongenast

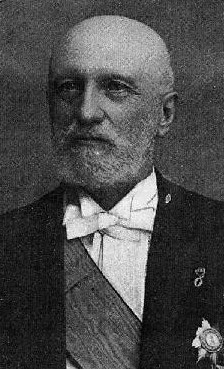
Mathias Mongenast

Mathias Mongenast (* 12. Juli 1843 in Diekirch; † 10. Januar 1926 in Luxemburg) war ein luxemburgischer Politiker und Anwalt.
Mathias Mongenast war für 25 Tage, vom 12. Oktober bis zum 6. November 1915 Staatsminister von Luxemburg. Das ist die kürzeste Amtszeit aller luxemburgischen Premierminister. Etwas mehr als ein Jahr lang, während der Regierungszeit von Victor Thorn, war Mongenast dann Präsident des Staatsrates (1. April 1916 bis 19. Juni 1917).
| Personendaten    | Personendaten                        |
| ---------------- | ------------------------------------ |
| NAME             | Mongenast, Mathias                   |
| KURZBESCHREIBUNG | luxemburgischer Politiker und Anwalt |
| GEBURTSDATUM     | 12. Juli 1843                        |
| GEBURTSORT       | Diekirch                             |
| STERBEDATUM      | 10. Januar 1926                      |
| STERBEORT        | Luxemburg                            |